# 日立3ツアーズ選手権
日立3ツアーズ選手権（ひたちスリーツアーズ・せんしゅけん、Hitachi 3Tours Championship）は、2005年から毎年12月に行われている日本のゴルフ大会である。2006年までのサブタイトルは「3 TOURS CHAMPIONSHIP （西暦年度） IMPACT!（スリーツアーズチャンピオンシップ・インパクト）」

## 概要
この大会はもともとアメリカPGAツアー、LPGA、チャンピオンズツアーの3ツアー対抗戦であるウェンディーズ3ツアー・チャレンジ（1992年から2013年まで開催された）が元祖で、日本プロゴルフ協会、日本ゴルフツアー機構、日本女子プロゴルフ協会の日本のプロゴルフツアーを管轄する3団体の協力、日立製作所の特別協賛（2006年は一時撤退）を仰ぎ、3団体（男子レギュラーツアーチーム、男子シニアツアーチーム、女子ツアーチーム）の開催年度の賞金ランキング上位選手、並びに協会推薦選手など1団体に付き4人（他に補欠1名）が出場し、2日間36ホールを9ホールずつ4つのステージに分けて対戦（各ステージに付き総勝ち点6点ずつ、4ステージ合計24点ずつの得点制）する。それぞれのステージに於ける1位選手所属チームに3点、2位選手所属チームに2点、3位選手所属チームに1点（同点の場合は複数均等割り）を与え、4ステージ（36ホール）終了時の合計得点で優勝を決める。
またこの大会は社会貢献チャリティーを主目的としており、入場収入や出場者の賞金などを身体障害者や国内外の難病を抱える子供たちや経済環境に恵まれない子供たちの育英、東日本大震災被災地の福祉（2011年以後）、並びに将来のゴルフ界をリードしていくジュニアゴルファーの育成・普及のためのチャリティーに寄付される。
通常のツアー競技の真剣勝負とは一味違い、ある種お祭りの要素が交わり選手たちもリラックスした雰囲気で試合を行っている。
大会の会場は2005年の第1回は千葉県野田市の千葉カントリークラブ梅郷（うめさと）コースで、翌2006年の第2回から2011年の第7回までは市原市のキングフィールズゴルフクラブで、2012年の第8回から2014年の第10回までは千葉市緑区の平川カントリークラブでそれぞれ開催され、2015年からは成田市のグリッサンドゴルフクラブに舞台を移して行われている。なお2020年は新型コロナの影響で中止。2021年は、同じ成田市の大栄カントリー倶楽部で開催。
2021年現在、賞金総額5700万円（優勝チーム3000万円、2位チーム1500万円、3位チーム1200万円）>。

### 2009年以降の変更点
- 開催期間を1日に変更。
- インコースの9ホールを使用して2ステージ行う（2回まわる）。
- 午前の1st Stageは各チーム2名が交互に打つオルタネート方式で3組プレーし9ホールのスコアで順位を決める[注 3]。
- 午後の2nd Stageは全選手が参加してシングルスを6組（2009年は5組）、3ツアー各1人ずつプレーする。
- これにより1st Stageは18ポイント、2nd Stageは36ポイントの合計54ポイント[注 4]を争う形となる（1位3ポイント、2位2ポイント、3位1ポイント（なお同スコアの場合はポイントを均等割りする）は変わらず）。

### 2015年以降の変更点
2015年からは競技方法が大きく変更された。2014年まで2nd Stageで行われていたシングルスを廃止し、1st Stage及び2nd Stage共にダブルスで行われることになった。また1st Stageについてはポイント配分も変更となり、1位2ポイント、2位1ポイントとなり、3位はポイントなしとなる（2nd Stageは従来通り1位3ポイント、2位2ポイント、3位1ポイントで実施）。 
- 午前の1st Stageは各チーム2名が各自に打ち、2名のうち一番スコアの良い方を選択する「ベストボール方式」で実施。
- 午後の2nd Stageは2014年までの1st Stageで行われていた各チーム2名が交互に打ち、9ホールのスコアで順位を決める「オルタネート方式」で実施。

## 歴代成績
| 年     | 優勝  | 第2位 | 第3位 |
| ------ | ----- | ----- | ----- |
| 2005年 | JGTO  | PGA   | LPGA  |
| 2006年 | LPGA  | PGA   | JGTO  |
| 2007年 | JGTO  | PGA   | LPGA  |
| 2008年 | JGTO  | PGA   | LPGA  |
| 2009年 | PGA   | LPGA  | JGTO  |
| 2010年 | JGTO  | PGA   | LPGA  |
| 2011年 | LPGA  | JGTO  | PGA   |
| 2012年 | PGA   | JGTO  | LPGA  |
| 2013年 | JGTO  | PGA   | LPGA  |
| 2014年 | LPGA  | JGTO  | PGA   |
| 2015年 | LPGA  | JGTO  | PGA   |
| 2016年 | JGTO  | PGA   | LPGA  |
| 2017年 | JGTO  | PGA   | LPGA  |
| 2018年 | PGA   | LPGA  | JGTO  |
| 2019年 | LPGA  | PGA   | JGTO  |
| 2021年 | JLPGA | JGTO  | PGA   |
| 2022年 | JGTO  | JLPGA | PGA   |
| 2023年 | JLPGA | PGA   | JGTO  |
| 2024年 | JLPGA | JGTO  | PGA   |

## 出場選手
| 年   | チーム | 順位 | 出場選手             | 出場選手             | 出場選手           | 出場選手               | 出場選手       | 出場選手             | 出場選手   |
| ---- | ------ | ---- | -------------------- | -------------------- | ------------------ | ---------------------- | -------------- | -------------------- | ---------- |
| 2005 | JGTO   | 優勝 | 深堀圭一郎           | 谷口徹               | 今野康晴           | 横田真一               | 高橋竜彦       |                      |            |
| 2005 | LPGA   | 3位  | 宮里藍               | 横峯さくら           | 不動裕理           | 大山志保               | 藤井かすみ     |                      |            |
| 2005 | PGA    | 2位  | 青木功               | 室田淳               | 友利勝良           | 三好徹                 | 滝安史         |                      |            |
| 2006 | JGTO   | 3位  | 手嶋多一             | 谷口徹               | 近藤智弘           | 片山晋呉               | 深堀圭一郎     |                      |            |
| 2006 | LPGA   | 優勝 | 辛炫周               | ウェイ・ユンジェ     | 横峯さくら         | 宮里藍                 | 飯島茜         |                      |            |
| 2006 | PGA    | 2位  | 室田淳               | 中嶋常幸             | 尾崎健夫           | 青木功                 | 高橋勝成       |                      |            |
| 2007 | JGTO   | 優勝 | 谷口徹               | 片山晋呉             | 谷原秀人           | 近藤智弘               | 深堀圭一郎     |                      |            |
| 2007 | LPGA   | 3位  | 上田桃子             | 全美貞               | 張娜               | 諸見里しのぶ           | 飯島茜         |                      |            |
| 2007 | PGA    | 2位  | 室田淳               | 友利勝良             | 高橋勝成           | 尾崎健夫               | 中嶋常幸       |                      |            |
| 2008 | JGTO   | 優勝 | 矢野東               | 片山晋呉             | 谷原秀人           | 宮本勝昌               | 石川遼         |                      |            |
| 2008 | LPGA   | 3位  | 李知姫               | 福嶋晃子             | 横峯さくら         | 古閑美保               | 原江里菜       |                      |            |
| 2008 | PGA    | 2位  | 渡辺司               | 飯合肇               | 中嶋常幸           | 三好徹                 | 室田淳         |                      |            |
| 2009 | JGTO   | 3位  | 池田勇太             | 石川遼               | 片山晋呉           | 藤田寛之               | 宮本勝昌       |                      |            |
| 2009 | LPGA   | 2位  | 諸見里しのぶ         | 横峯さくら           | 全美貞             | 有村智恵               | 上田桃子       |                      |            |
| 2009 | PGA    | 優勝 | 尾崎健夫             | 渡辺司               | 室田淳             | 飯合肇                 | 中嶋常幸       |                      |            |
| 2010 | JGTO   | 優勝 | 石川遼               | 藤田寛之             | 池田勇太           | 薗田峻輔               | 松村道央       | 宮本勝昌             |            |
| 2010 | LPGA   | 3位  | アン・ソンジュ       | 横峯さくら           | 全美貞             | 馬場ゆかり             | 有村智恵       | 藤田幸希             |            |
| 2010 | PGA    | 2位  | 倉本昌弘             | 高見和宏             | 池内信治           | 尾崎直道               | 芹澤信雄       | 加瀬秀樹             |            |
| 2011 | JGTO   | 2位  | 裵相文               | 石川遼               | 小田孔明           | 近藤共弘               | 池田勇太       | 平塚哲二             |            |
| 2011 | LPGA   | 優勝 | アン・ソンジュ       | 横峯さくら           | 馬場ゆかり         | 佐伯三貴               | 笠りつ子       | 大山志保             |            |
| 2011 | PGA    | 3位  | 金鍾徳               | 室田淳               | フランキー・ミノザ | 白浜育男               | 芹澤信雄       | 水巻善典             |            |
| 2012 | JGTO   | 2位  | 谷口徹               | 金亨成               | 藤本佳則           | 上平栄道               | 谷原秀人       | 武藤俊憲             |            |
| 2012 | LPGA   | 3位  | 全美貞               | 有村智恵             | 森田理香子         | 服部真夕               | 笠りつ子       | 佐伯三貴             |            |
| 2012 | PGA    | 優勝 | 尾崎直道             | 高見和宏             | 室田淳             | 中嶋常幸               | 井戸木鴻樹     | 奥田靖己             |            |
| 2013 | JGTO   | 優勝 | 片山晋呉             | 小田孔明             | 藤本佳則           | 小平智                 | 池田勇太       | 松村道央             |            |
| 2013 | LPGA   | 3位  | 森田理香子           | 佐伯三貴             | アン・ソンジュ     | 吉田弓美子             | 比嘉真美子     | 堀奈津佳             |            |
| 2013 | PGA    | 2位  | 室田淳               | 東聡                 | 羽川豊             | 渡辺司                 | 奥田靖己       | 井戸木鴻樹           |            |
| 2014 | JGTO   | 2位  | 藤田寛之             | 池田勇太             | 金亨成             | 竹谷佳孝               | 近藤共弘       | 宮本勝昌             |            |
| 2014 | LPGA   | 優勝 | アン・ソンジュ       | イ・ボミ             | 申智愛             | 成田美寿々             | 酒井美紀       | 大山志保             |            |
| 2014 | PGA    | 3位  | 倉本昌弘             | 尾崎直道             | 奥田靖己           | 室田淳                 | 中嶋常幸       | 青木功               |            |
| 2015 | JGTO   | 2位  | 池田勇太             | 岩田寛               | 金亨成             | 松村道央               | 片岡大育       | 武藤俊憲             |            |
| 2015 | LPGA   | 優勝 | イ・ボミ             | テレサ・ルー         | 渡邉彩香           | 菊地絵理香             | 上田桃子       | 大山志保             |            |
| 2015 | PGA    | 3位  | 崎山武志             | 室田淳               | 渡辺司             | 田村尚之               | 平石武則       | 米山剛               |            |
| 2016 | JGTO   | 優勝 | 谷原秀人             | 片岡大育             | 宋永漢             | 片山晋呉               | 小平智         | 宮里優作             |            |
| 2016 | LPGA   | 3位  | イ・ボミ             | 申智愛               | 笠りつ子           | 鈴木愛                 | 菊地絵理香     | 堀琴音               |            |
| 2016 | PGA    | 2位  | プラヤド・マークセン | 崎山武志             | 倉本昌弘           | 田村尚之               | 真板潔         | 秋葉真一             |            |
| 2017 | JGTO   | 優勝 | 宮里優作             | 小平智               | 池田勇太           | 片山晋呉               | リュー・ヒョヌ | 今平周吾             |            |
| 2017 | LPGA   | 3位  | 鈴木愛               | キム・ハヌル         | イ・ミニョン       | 川岸史果               | 成田美寿々     | 上田桃子             |            |
| 2017 | PGA    | 2位  | プラヤド・マークセン | 米山剛               | 室田淳             | 清水洋一               | 秋葉真一       | 井戸木鴻樹           |            |
| 2018 | JGTO   | 3位  | 今平周吾             | 稲森佑貴             | 池田勇太           | タンヤゴーン・クロンパ | 時松隆光       | 石川遼               |            |
| 2018 | LPGA   | 2位  | アン・ソンジュ       | 申智愛               | 鈴木愛             | 成田美寿々             | 比嘉真美子     | 小祝さくら           |            |
| 2018 | PGA    | 優勝 | プラヤド・マークセン | グレゴリー・マイヤー | 金鍾徳             | 米山剛                 | 山添昌良       | 久保勝美             |            |
| 2019 | JGTO   | 3位  | 今平周吾             | チャン・キム         | 黄重坤             | 石川遼                 | 堀川未来夢     | 朴相賢               |            |
| 2019 | LPGA   | 優勝 | 申智愛               | 鈴木愛               | 渋野日向子         | 穴井詩                 | 小祝さくら     | 上田桃子             |            |
| 2019 | PGA    | 2位  | プラヤド・マークセン | タワン・ウィラチャン | 倉本昌弘           | 秋葉真一               | 谷口徹         | グレゴリー・マイヤー |            |
| 2021 | JGTO   | 2位  | 木下稜介             | チャン・キム         | 星野陸也           | 稲森佑貴               | 金谷拓実       | 大槻智春             | 香妻陣一朗 |
| 2021 | JLPGA  | 優勝 | 稲見萌寧             | 小祝さくら           | 西村優菜           | 西郷真央               | 勝みなみ       | 菊地絵理香           | 原英莉花   |
| 2021 | PGA    | 3位  | 篠崎紀夫             | 細川和彦             | 井戸木鴻樹         | 田村尚之               | 寺西明         | 伊澤利光             | 清水洋一   |
| 2022 | JGTO   | 優勝 | 比嘉一貴             | 桂川有人             | 星野陸也           | 河本力                 | 大西魁斗       | 蟬川泰果             |            |
| 2022 | JLPGA  | 2位  | 山下美夢有           | 稲見萌寧             | 吉田優利           | 小祝さくら             | 菅沼菜々       | 堀琴音               |            |
| 2022 | PGA    | 3位  | プラヤド・マークセン | 藤田寛之             | 深堀圭一郎         | 兼本貴司               | 鈴木亨         | 塚田好宣             |            |
| 2023 | JLPGA  | 優勝 | 山下美夢有           | 申智愛               | 岩井明愛           | 小祝さくら             | 櫻井心那       | 岩井千怜             |            |
| 2023 | PGA    | 2位  | プラヤド・マークセン | 藤田寛之             | I・J・ジャン       | 山添昌良               | 久保勝美       | 塚田好宣             |            |
| 2023 | JGTO   | 3位  | 金谷拓実             | 蟬川泰果             | 宋永漢             | 平田憲聖               | 稲森佑貴       | 石川遼               |            |
| 2024 | JLPGA  | 優勝 | 竹田麗央             | 小祝さくら           | 桑木志帆           | 河本結                 | 古江彩佳       | 佐久間朱莉           |            |
| 2024 | JGTO   | 2位  | 今平周吾             | 米澤蓮               | 小木曽喬           | 幡地隆寛               | 岩田寛         | 清水大成             |            |
| 2024 | PGA    | 3位  | 片山晋呉             | 増田伸洋             | 兼本貴司           | 平塚哲二               | 伊沢利光       | 藤田寛之             |            |

## テレビ中継
1st stageは、スカイAが「スカイA ゴルフシリーズ」にて生中継、2nd stageはテレビ朝日系列にて放送するほか、BS朝日やゴルフネットワークでも時差放送する。
2日間開催だった2008年までは、2日目を上記の体制で放送していたほか、1日目もスカイA（当時はsky・Aのチャンネル名で放送）が収録の上、後日に2日目と併せて放送していた。